# Minshinsaw
Cette page contient des caractères spéciaux ou non latins. S’ils s’affichent mal (▯, ?, etc.), consultez la page d’aide Unicode.

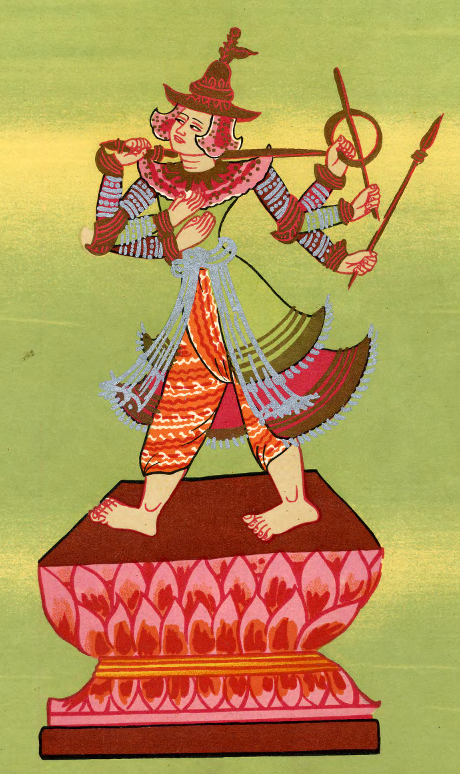
Le Nat Maung Minshin, ou Shin Byu, illustration d'un manuscrit birman, 1906

Minshinsaw (birman မင်းရှင်စော), était un fils du roi de Pagan Alaungsithu, à qui il aurait pu succéder en 1167, s'il n'avait pas été immédiatement empoisonné par son frère (ou demi-frère) Narathu.
Son fils Maungshin mourut d'un accident dans sa jeunesse, alors qu'il était novice dans un monastère bouddhiste (il serait tombé d'une balançoire). Cette mort tragique lui valut de devenir sous le nom de "Maung Minshin" ou de "Shin Byu" un des 37 Nats (esprits) vénérés en Birmanie.